# Christina Landshamer
Christina Landshamer (* 1977 in München) ist eine deutsche Opern- und Konzertsängerin in der Stimmlage Sopran sowie Professorin für Gesang an der Hochschule für Musik und Darstellende Kunst Stuttgart.

## Leben und Wirken
Landshamer studierte Gesang an der Hochschule für Musik und Theater bei Angelica Vogel und setzte anschließend ihr Studium an der Musikhochschule Stuttgart in der Liedklasse von Konrad Richter und in der Solistenklasse bei Dunja Vejzovic fort. 2003 erhielt sie ein Stipendium des Deutschen Musikrates.
Als Opernsängerin wirkte sie 2005 an der Staatsoper Unter den Linden in der Uraufführung von Hans Zenders Oper Chief Joseph mit. Anfang 2007 übernahm sie in Genf die Hauptpartie in der Uraufführung Trans-Warhol – die Stimme Andy Warhols – des französischen Komponisten Philippe Schoeller. In der Spielzeit 2008/2009 sang sie den Amor in Orpheus und Eurydike an der Staatsoper Stuttgart und Susanna in Le nozze di Figaro an der Komischen Oper Berlin. 2009 debütierte sie am Theater an der Wien und im Musikverein unter Nikolaus Harnoncourt. Ihr USA-Debüt erfolgte 2016, wo sie an der Lyric Opera of Chicago die Sophie in Der Rosenkavalier sang und in der Weill Recital Hall der New Yorker Carnegie Hall mit dem Ensemble Midvest auftrat.
Weitere Gastspiele führten sie unter anderem an die Bayerische Staatsoper, die Dresdner Semperoper, das Theater St. Gallen, das Leipziger Gewandhaus, das Wiener Konzerthaus, in die Berliner Philharmonie, in die Wigmore Hall, in die Elbphilharmonie und die Laeiszhalle, zu den Salzburger Festspielen, zum Rheingau Musik Festival, zum Gstaad Menuhin Festival, zum Glyndebourne Festival, zum Tollwood-Festival, zur Schubertiade Schwarzenberg, zur Bachwoche Ansbach, zum Herrenchiemsee-Festival und zum Mostly Mozart Festival in New York.
Zu ihrem Konzert-Repertoire zählen zum Beispiel die Sopran-Partien in Mahlers 4. Sinfonie und 2. Sinfonie, Mendelssohns Lobgesang, Messe h-moll sowie Matthäus-Passion und Weihnachtsoratorium von J. S. Bach, Die Jahreszeiten von Joseph Haydn, Missa Solemnis und  9. Sinfonie von Beethoven,  Ein deutsches Requiem von Johannes Brahms, Mozart-Requiem, Stabat Mater von Francis Poulenc oder Symphonie fantastique von Hector Berlioz. Zudem widmet sich Landshamer Kammermusikprojekten sowie der zeitgenössischen Musik. Zu ihren Lieblingskomponisten zählen Robert Schumann und Viktor Ullmann.
Landshamer arbeitete mit zahlreichen renommierten Orchestern zusammen und sang dabei unter der Leitung von Dirigenten wie beispielsweise Simon Rattle, Kyrill Petrenko, Herbert Blomstedt, Marc Albrecht, Riccardo Chailly, Alan Gilbert, Enoch zu Guttenberg, Daniel Harding, Thomas Hengelbrock, Philippe Herreweghe, Manfred Honeck, Marek Janowski, Roger Norrington, Peter Schreier, Ulf Schirmer, Helmuth Rilling, Christian Thielemann, Franz Welser-Möst, Cristian Măcelaru und Andrés Orozco-Estrada.
Es liegen Rundfunkaufnahmen und zahlreiche CD-Einspielungen vor.
Ab 2021 lehrte Landshamer als Professorin für Gesang an der Hochschule für Musik Trossingen, 2024 wurde sie auf eine Professur an die Musikhochschule Stuttgart berufen.

## Auszeichnungen (Auswahl)
- 2004: Preisträgerin beim Internationalen Bach-Wettbewerb und Großem Förderpreiswettbewerb der Konzertgesellschaft München
- 2006: 3. Preis beim Bad Kissinger Wettbewerb

## Opernrepertoire (Auswahl)
- Beethoven: Marzelline in Fidelio
- Bizet: Frasquita in Carmen

- Gluck: Amor in Orfeo ed Euridice
- Händel: Almirena in Rinaldo

- Mozart: Pamina und Papagena in Die Zauberflöte, Zerlina in Don Giovanni, Susanna in Le nozze di Figaro, Lucio Cinna in Lucio Silla
- Puccini: Suor Genovieffa in Suor Angelica,
- Strauss: Sophie in Der Rosenkavalier, Najade in Ariadne auf Naxos, Hüter der Schwelle des Tempels in Die Frau ohne Schatten

- Wagner: Woglinde in Das Rheingold, Woglinde in Götterdämmerung
- C. M. von Weber: Ännchen in Der Freischütz

Quelle:

## Diskografie (Auswahl)
- Engelbert Humperdinck: Dornröschen. Mit Brigitte Fassbaender, Kristiane Kaiser, Tobias Haaks, Chor des BR, Münchner Rundfunkorchester, Dirigent: Ulf Schirner (cpo; 2010)

- Felix Mendessohn.Bartholdy: Symphonie Nr. 2 „Lobgesang“. Mit Christiane Karg, Michael Schade, Chor- und Symphonieorchester des Bayerischen Rundfunks, Dirigent:  Pablo Heras-Casado (Harmonia Mundi; 2014)

- Bach: Matthäus-Passion. Mit Johannes Chum, Hanno Müller-Brachmann, Marie-Claude Chappuis, Maximilian Schmitt, Thomas Quasthoff, Thomanerchor, Tölzer Knabenchor, Gewandhausorchester, Dirigent: Riccardo Chailly (Decca; 2010)
- Joseph Haydn: Die Jahreszeiten. Mit Maximilian Schmitt, Florian Boesch, Orchestre des Champs Elysées, Collegium Vocale Gent, Dirigent: Philippe Herreweghe (PHI; 2014)
- Johannes Brahms: Ein deutsches Requiem. Mit Florian Boesch, Radie Sinfonieorchester Stuttgart, SWR Vokalensemble, Dirigent: Roger Norrington (Hänssler Classic; 2015)
- Christina Landsamer & Gerold Huber: Lieder. Werke von Robert Schumann und Viktor Ullmann (Oehms Classics und BR-Klassik; 2016)
- Bach: Messe in h-moll. Mit Anke Vondung, Kenneth Tarver, Andreas Wolf, Chor des Bayerischen Rundfunks, Concerto Köln, Dirigent: Peter Dijkstra (BR-Klassik; 2017)
- Mozart: Messe c-Moll KV 427. Mit Anke Vondung, Steve Davislim, Tobias Berndt, Chor des Bayerischen Rundfunks, Akademie für Alte Musik Berlin, Dirigent: Howard Arman (BR-Klassik; 2018)